# Medicopter
Medicopter este un serial de televiziune german și austriac difuzat din 1998 până în 2007 pe RTL și ORF. 
În serial este vorba despre două echipe de salvare. 
Elicopterul este operat de două echipe: Echipa A și Echipa B. Fiecare echipă este formată dintr-un pilot, un medic și un paramedic. 
Serialul are 82 de episoade în total în 7 sezoane. 
În România serialul de acțiune a fost difuzat pe AXN.